# Schiffswrack in der Trave
Ein Schiffswrack in der Trave aus dem 17. Jahrhundert wurde 2020 bei Lübeck in Schleswig-Holstein entdeckt. Das Schiff ist ein Frachtsegler des Typs Fleute oder Galiot. Es lag auf dem Gewässergrund in rund elf Meter Tiefe. 2023 wurden die Reste des Schiffs und seine Ladung unter Leitung eines Unterwasser-Archäologen geborgen.

## Entdeckung
Bei einer Routinemessung in der Fahrrinne der Trave registrierte das Wasserstraßen- und Schifffahrtsamt Ostsee im Jahr 2020 auf Höhe Stülper Huk eine Erhebung als Anomalie auf dem Grund. Als Taucher 2021 den Bereich wegen einer möglichen Gefährdung des Schiffsverkehrs erkundeten, ergaben sich Hinweise auf ein historisches Schiffswrack. Anschließend wurde das Wrack von Archäologen des Bereichs Archäologie und Denkmalpflege der Hansestadt Lübeck und Wissenschaftlern der Universität Kiel untersucht. Die Entdeckung wurde im Juli 2022 der Öffentlichkeit bekannt gegeben, wobei erstmals Fundstücke präsentiert wurden. Im Juli 2023 wurde die Bergung abgeschlossen.

## Beschreibung
Das Holzwrack ist rund 20 Meter lang und etwa acht Meter breit. Teile des Schiffsrumpfes sind erhalten. Laut den ersten wissenschaftlichen Untersuchungen hatte das Schiff einen flachen Boden und war kraweelbeplankt. Es trug mindestens anderthalb Masten, also einen Großmast und einen Besan, der an einer eigenen Stenge gefahren wurde. Diese Stenge wirkt wie ein halber Mast, weshalb manchmal von Anderthalb-Masten gesprochen wird. Einzelne Schiffsbauteile sind aus Eiche, die in Schleswig-Holstein gewachsen ist, und aus Kiefer, die aus Schweden stammt. Eine dendrochronologische Altersbestimmung datiert das beim Bau des Schiffes verwendete Holz in die Zeit um 1650. Damit stammt es aus der späten Hansezeit. Das Schiff war ein Frachtsegler mittlerer Größe, der als früheres „Arbeitspferd“ des Ostseehandels gilt. Als Ladung wurden im Rumpf und im Trümmerfeld um das Wrack rund 150 Fässer gesichtet. Den ersten Tests zufolge enthält ein Teil der Fässer Branntkalk, der damals ein wichtiger Baustoff war.

## Untergang und historische Bezüge
Anhand seiner Lage ließ sich rekonstruieren, dass das Schiff die Trave aufwärts fuhr und wahrscheinlich aus Skandinavien über Travemünde auf dem Weg nach Lübeck war. Fachleuten zufolge ist eine plausible Untergangsursache das Auflaufen auf eine Untiefe in einer Flussbiegung, da nahe dem Fundort die Wassertiefe von acht auf unter drei Meter zurückgeht. Die Trave war früher an dieser Stelle enger, die Spitze der Stülper Huk ragte weiter als Landzunge in das heutige Fahrwasser. Danach könnte das möglicherweise leckgeschlagene Schiff wieder freigekommen und in der Flussmitte gesunken sein. Ein Kentern als Ursache schließen Fachleute  aus, da sich die Ladung noch geordnet im Laderaum befindet. Ein Feuer kommt ebenso nicht infrage, da sich keine Brandspuren fanden.
Da das Schiffsholz auf die Zeit um 1650 datiert wurde, könnte es einen Zusammenhang mit einer überlieferten Schiffshavarie auf der Trave von 1680 geben. Im Lübecker Stadtarchiv befindet sich ein Brief des Vogts von Travemünde, Valentin Middendorf aus dem Dezember 1680, in dem er einen unbekannten Empfänger bittet, die Güter von einer gestrandeten Galiot in Sicherheit zu bringen.

## Bergung, Konservierung und Forschung
Die Forscher gehen davon aus, dass das Wrack erst einige Jahre vor seiner Entdeckung von einer überdeckenden Sandschicht, die es schützte, freigespült worden ist. Seither ist es durch Strömung und Zerstörung seiner Holzteile durch die Schiffsbohrmuschel gefährdet. Da das Wrack ohne Schutzmaßnahmen innerhalb weniger Jahre zerstört würde, wird es mit seiner Ladung in einer mehrmonatigen Bergungsaktion im Jahr 2023 gehoben. Die Bergung, deren Kosten auf rund 2 Millionen Euro geschätzt werden, hatte die Lübecker Bürgerschaft beschlossen. Die Stadt Lübeck will die Wasserstraßen- und Schifffahrtsverwaltung des Bundes an den Kosten beteiligen. Nach der Bergung beabsichtigen Archäologen, die Reste dauerhaft zu konservieren. Den Bergungs-, Konservierungs- und Erforschungsprozess schätzt der Lübecker Bürgermeister Jan Lindenau auf acht bis zehn Jahre.
Der Wrackfund aus dem 17. Jahrhundert ist die erste derartige Entdeckung in der westlichen Ostseeregion. Bis dahin waren vergleichbare Funde nur aus dem östlichen Ostseegebiet bekannt. Die Lübecker Stadtverwaltung und die untersuchenden Archäologen erhoffen sich durch die Forschungen weitere Erkenntnisse zur Geschichte Lübecks, über die weitreichenden Handelsbeziehungen innerhalb der Hanse und zur Bedeutung der Stadt für den Ostseeraum.
Für die Schifffahrt ordnete das Wasserstraßen- und Schifffahrtsamt (Ostsee) einen Sicherheitsbereich von 100 m um das Wrack an.